# Saison 1964-1965 du CR Belcourt
Pour un article plus général, voir CR Belouizdad.
Chronologie
Saison précédente Saison suivante
La saison 1964-1965 du CR Belcourt est la 3e saison du club en première division du championnat d'Algérie depuis l'indépendance de l'Algérie. Les matchs se déroulent dans le championnat d'Algérie et en Coupe d'Algérie.

## Compétitions

### Championnat

#### Rencontres
| Date              | J           | Adversaire     | Lieu      | Résultat | Buteurs pour l'CRB                                                          | Références |
| MATCHES ALLER     |             |                |           |          |                                                                             |            |
| 13 septembre 1964 | 1re journée | MC Oran        | Extérieur | 2 -3     | Arab 57e 85e                                                                | [ 1 ]      |
| 27 septembre 1964 | 2e journée  | MSP Batna      | Domicile  | 0 - 1    | /                                                                           |            |
| 4 octobre 1964    | 3e journée  | USM Blida      | Extérieur | 2 - 2    | Hamitti 50e, Lalmas 55e                                                     |            |
| 18 octobre 1964   | 4e journée  | USM Sétif      | Domicile  | 3 - 0    | ?                                                                           |            |
| 25 octobre 1964   | 5e journée  | MO Constantine | Extérieur | 0 - 1    | /                                                                           |            |
| 8 novembre 1964   | 6e journée  | NA Hussein Dey | Domicile  | 2 - 0    | ?                                                                           |            |
| 15 novembre 1964  | 7e journée  | MC Saïda       | Extérieur | 1 - 2    | Chennane 67e                                                                |            |
| 22 novembre 1964  | 8e journée  | MC Alger       | Domicile  | 1 - 2    | Lalmas 30e                                                                  |            |
| 6 décembre 1964   | 9e journée  | JSM Tiaret     | Extérieur | 1 - 1    | Achour 15e                                                                  |            |
| 20 décembre 1964  | 10e journée | USM Annaba     | Domicile  | 2 - 0    | ?                                                                           |            |
| 14 février 1965   | 11e journée | ES Guelma      | Extérieur | 3 - 0    | ?                                                                           |            |
| 17 janvier 1965   | 12e journée | USM Alger      | Domicile  | 1 - 1    | Zitoun ?                                                                    |            |
| 24 janvier 1965   | 13e journée | ES Sétif       | Domicile  | 2 - 0    | Lalmas 50e, Achour 65e                                                      |            |
| 31 janvier 1965   | 14e journée | ASM Oran       | Extérieur | 1 - 0    | Lalmas 48e                                                                  |            |
| 7 février 1965    | 15e journée | ES Mostaganem  | Domicile  | 3 - 0    | Achour 35e 76e, Zitoun ?                                                    |            |
| MATCHS RETOUR     |             |                |           |          |                                                                             |            |
| 21 février 1965   | 16e journée | MC Oran        | Domicile  | 3 - 1    | Victoire du CR Belcourt par pénalité                                        |            |
| 28 février 1965   | 17e journée | MSP Batna      | Extérieur | 0 - 2    | /                                                                           |            |
| 7 mars 1965       | 18e journée | USM Blida      | Domicile  | 1 - 0    | Kalem 37e                                                                   |            |
| 21 mars 1965      | 19e journée | USM Sétif      | Extérieur | 2 - 1    | ?                                                                           |            |
| 4 avril 1965      | 20e journée | MO Constantine | Domicile  | 8 - 1    | Lalmas 17e 72e 85e, Achour 29e 74e, Chenane 57e 81e, Zerar 40e              |            |
| 11 avril 1965     | 21e journée | NA Hussein Dey | Extérieur | 2 - 1    | Chennene 15e, Achour 70e                                                    |            |
| 18 avril 1965     | 22e journée | MC Saïda       | Domicile  | 3 - 0    | Kalem 35e 66e, Lalmas 86e                                                   |            |
| 25 avril 1965     | 23e journée | MC Alger       | Extérieur | 1 - 0    | Zitoun 76e                                                                  |            |
| 16 mai 1965       | 24e journée | JSM Tiaret     | Domicile  | 4 - 1    | Chenene 5e, Achour 10e 58e, Zitoune 69e                                     |            |
| 23 mai 1965       | 25e journée | USM Annaba     | Extérieur | 8 - 0    | Merah 48e (csc), Chenene 51e 75e, Kalem 66e, Achour 68e 78e, Lalmas 83e 89e |            |
| 30 mai 1965       | 26e journée | ES Guelma      | Domicile  | 3 - 1    | Kalem 21e, Hamiti 73e, Chenene 87e                                          |            |
| 6 juin 1965       | 27e journée | USM Alger      | Extérieur | 2 - 2    | ?                                                                           |            |
| 13 juin 1965      | 28e journée | ES Sétif       | Extérieur | 0 - 1    | /                                                                           |            |
| 27 juin 1965      | 29e journée | ASM Oran       | Domicile  | 3 - 0    | Lalmas 5e, Chenene 55e, Achour 75e                                          |            |
| 3 juillet 1965    | 30e journée | ES Mostaganem  | Extérieur | 4 - 1    | Kalem 27e 77e, Arab 60e, Achour 63e                                         |            |

### Journées 1 à 15

#### Classement final
Le classement est établi sur le barème de points suivant : une victoire vaut 3 points, un match nul 2 points et une défaite 1 point.
| Rang | Équipe         | Pts | J  | G  | N  | P  | Bp | Bc | Diff |
| ---- | -------------- | --- | -- | -- | -- | -- | -- | -- | ---- |
| 1    | CR Belcourt    | 72  | 30 | 19 | 4  | 7  | 68 | 25 | +43  |
| 2    | MSP Batna      | 69  | 30 | 16 | 7  | 7  | 37 | 21 | +16  |
| 3    | ES Guelma      | 65  | 30 | 13 | 9  | 8  | 40 | 42 | -2   |
| 4    | NA Hussein Dey | 64  | 30 | 13 | 8  | 9  | 38 | 32 | +6   |
| 5    | MC Oran        | 62  | 30 | 12 | 7  | 11 | 38 | 31 | +7   |
| 6    | ES Sétif       | 62  | 30 | 12 | 8  | 10 | 31 | 31 | 0    |
| 7    | ES Mostaganem  | 59  | 30 | 11 | 7  | 12 | 36 | 40 | -4   |
| 8    | MC Saïda C     | 59  | 30 | 8  | 13 | 9  | 40 | 46 | -6   |
| 9    | USM Sétif      | 58  | 30 | 10 | 9  | 10 | 29 | 34 | -5   |
| 10   | USM Blida -1   | 57  | 30 | 8  | 12 | 10 | 36 | 37 | -1   |
| 11   | ASM Oran       | 57  | 30 | 9  | 9  | 12 | 29 | 38 | -9   |
| 12   | USM Annaba T   | 56  | 30 | 11 | 4  | 15 | 42 | 53 | -11  |
| 13   | MO Constantine | 56  | 30 | 9  | 8  | 13 | 32 | 49 | -17  |
| 14   | MC Alger       | 54  | 30 | 8  | 8  | 14 | 31 | 36 | -5   |
| 15   | JSM Tiaret     | 54  | 30 | 6  | 12 | 12 | 31 | 38 | -7   |
| 16   | USM Alger      | 54  | 30 | 8  | 8  | 14 | 36 | 44 | -8   |

Résultat
- Champion d'Algérie 1964-1965

Relégation
- Relégation en Division d'Honneur 1965-1966

Abréviations
T : Tenant du titre

C : Vainqueur de la Coupe d'Algérie 1964-1965

### Coupe d'Algérie

#### Rencontres
| Date             | Tour                       | Adversaire | Stade (ville)         | Résultat | Buteurs pour l'CRB                      |
| 22 novembre 1964 | Trente-deuxièmes de finale | JS Kabylie | Stade de Saint-Eugène | 4 - 1    | Lalmas 23e, Achour 24e 58e, Chenane 39e |
| 13 décembre 1964 | Seizièmes de finale        | JS El Biar | Stade El Annasser     | 3 - 1    | -                                       |
| 3 janvier 1965   | Huitièmes de finale        | USM Sétif  | Stade Ben Abdelmalek  | 0 - 3    | -                                       |

## Statistiques

### Meilleurs buteurs
- l'attaque du crbelcourt, saison 1964- 1965 en championnat national d'algerie de division une a inscrit 68 buts dont 3 sur tapis-vert contre le mcoran lors de la 16e journée.